# Електроніка МК-59
Електроніка МК-59 — 16-ти розрядний мікрокалькулятор призначений для виконання широкого кола планово-економічних, обліково-статистичних та бухгалтерських розрахунків, що виготовлявся для народного господарства та на експорт. Випускався на заводі «Позитрон» м. Івано-Франківська. 

## Технічні характеристики
- Число розрядів: 16;
- Час виконання операцій, с., арифметичних: не більше 0,35;
- Число реєстрів пам'яті: 1;
- Живлення: від мережі змінного струму 220 ±10 %В частотою 50 ± 1Гц;
- Споживана потужність, не більше, Вт: 8;
- Об'єм, м ³: не більше 0,003;
- Маса, кг.: Не більше 1,5.

## Комплект поставки
- Мікрокалькулятор «Електроніка МК-59»;
- Комплект упаковки;
- Паспорт.

## Фотографії
|  |  |  |  |

Калькулятор, зображений на фото, виготовлений у серпні 1991 року.